# Klaus Hänsch

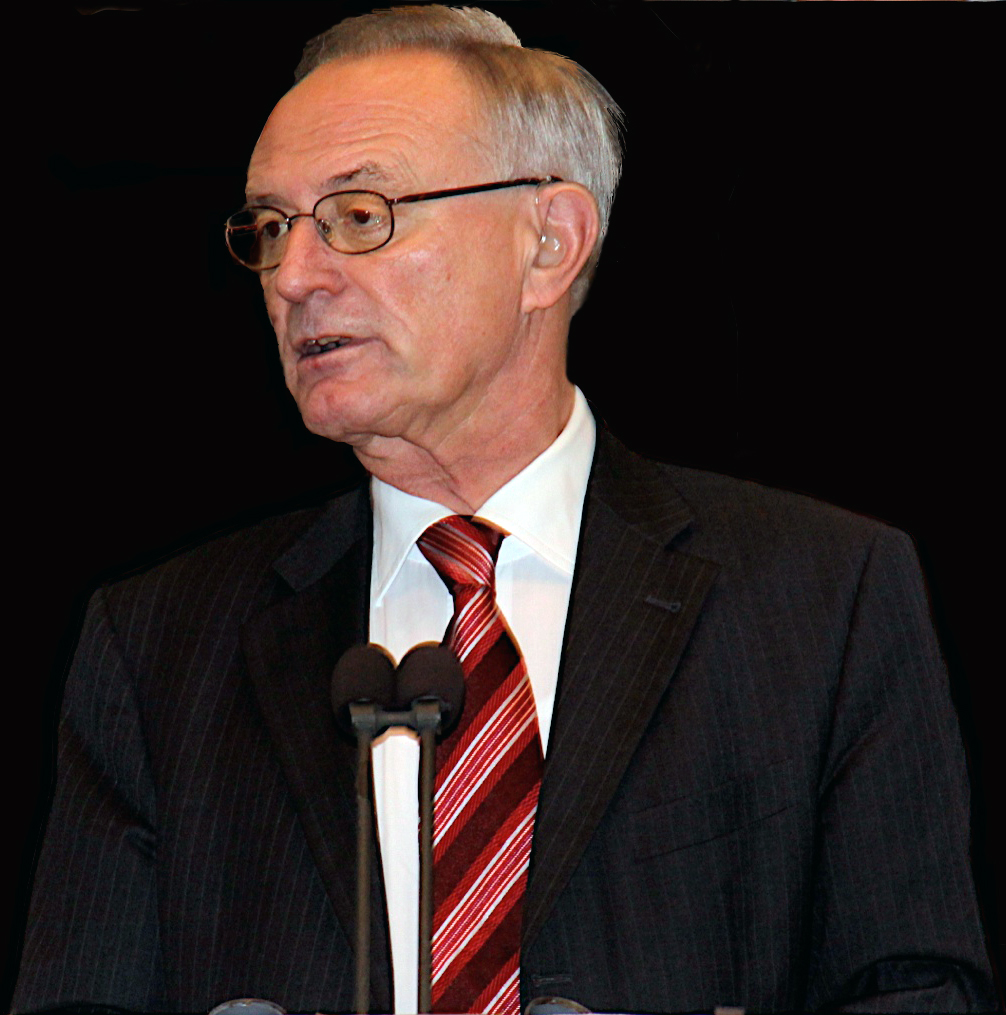
Klaus Hänsch (MEP Bonn 2009)

Klaus Hänsch (* 15. Dezember 1938 in Sprottau, Schlesien) ist ein ehemaliger deutscher Politiker. Er war von 1979 bis 2009 Mitglied des Europäischen Parlaments sowie Mitglied der Sozialdemokratischen Fraktion im Europäischen Parlament. Von 1994 bis 1997 war er Präsident des Europäischen Parlaments.

## Leben
Die Familie flüchtete 1945 von Schlesien nach Flensburg, wo Hänsch seine Schulzeit 1959 mit dem Abitur beendete. Anschließend absolvierte er von 1959 bis 1960 seinen Grundwehrdienst. Von 1960 bis 1965 studierte er Politische Wissenschaft, Geschichte und Soziologie in Köln, Paris und an der Freien Universität Berlin. In Köln ist er seitdem Mitglied des Corps Silingia Breslau zu Köln. Er beendete sein Studium 1965 als Diplom-Politologe. Anschließend hatte er am Berliner Otto-Suhr-Institut eine Stelle als Hilfsassistent und promovierte 1969 bei Gilbert Ziebura. 1968 bis 1969 arbeitete er zudem als Redakteur bei der politischen Zeitschrift Dokumente, einer deutsch-französischen Fachzeitschrift für übernationale Zusammenarbeit.
1969 bis 1970 war er beim nordrhein-westfälischen Ministerpräsidenten Heinz Kühn Referent für die kulturellen Angelegenheiten im Rahmen des deutsch-französischen Vertrages (Élysée-Vertrag). Danach arbeitete er von 1970 bis 1979 zunächst als Pressereferent und später als Fachreferent beim nordrhein-westfälischen Wissenschaftsminister Johannes Rau. Zusätzlich hatte er von 1976 bis 1994 einen Lehrauftrag der Universität-Gesamthochschule Duisburg, die ihn 1984 zum Honorarprofessor ernannte.

## Politik
Hänsch ist seit 1964 Mitglied der SPD, deren Unterbezirk Mettmann er von 1972 bis 1986 vorsaß.
Hänsch war von 1979 bis 1994 und von 1997 bis 2009 Mitglied im Ausschuss für Auswärtige Angelegenheiten, Menschenrechte, Sicherheits- und Verteidigungspolitik sowie zwischen 1984 und 1994 und 1997 und 2009 Stellvertretendes Mitglied im Ausschuss für Konstitutionelle Fragen des Europäischen Parlaments. Von 1987 bis 1989 war er Vorsitzender der Delegation des Europäischen Parlaments für die Beziehungen zu den Vereinigten Staaten von Amerika.
Hänsch war vom 19. Juli 1994 bis zum 14. Januar 1997 Präsident des Europäischen Parlaments.
Während seiner Amtszeit bewirkte er zahlreiche interne Reformen des Europäischen Parlaments. Sein größter Erfolg war die Einführung der öffentlichen Anhörungen der einzelnen designierten Kommissare im Parlament vor dessen Vertrauensabstimmung über die gesamte Kommission.
Von 2002 bis 2003 vertrat er das Europäische Parlament im Präsidium des Konvents zur Zukunft Europas (Verfassungskonvent) und war dort als einziger Deutscher maßgeblich am Entwurf der Verfassung für Europa beteiligt. Danach vertrat er das Europäische Parlament bei der sich daran anschließenden Regierungskonferenz über den Verfassungsvertrag.

## Weitere Ämter
Kuratoriumsmitglied der Demokratie-Stiftung der Universität zu Köln.
Mitglied der Europa-Union Parlamentariergruppe Europäisches Parlament.
Mitglied des Verwaltungsrats der École nationale d’administration (ENA) in Frankreich und des Wissenschaftlichen Direktoriums des Instituts für Europäische Politik in Bonn.

## Auszeichnungen
Hänsch wurde mit zahlreichen Auszeichnungen geehrt.
Er ist Ehrenbürger der polnischen Stadt Szprotawa und trägt die Ehrendoktorwürde der britischen Universität Loughborough und der Wirtschaftsakademie Poznań.
Außerdem ist er Träger des Bundesverdienstkreuzes. 
Am 30. November 2006 erhielt er den „Mérite Européen“.

## Schriften (Auswahl)
- Europas transnationale Demokratie (Gastbeitrag in der FAZ. Der Essay ist eine aktualisierte und gekürzte Fassung des Beitrages Perspektiven der europäischen Demokratie in: Joachim Raschke, Die Erfindung der modernen Demokratie – Innovationen, Irrwege, Konsequenzen, Springer VS 2020, ISBN 978-3-658-28667-5)